# Forfait fiscal
Cet article concerne le forfait fiscal en Suisse. Pour le forfait fiscal en France, voir Forfait fiscal en France.
En droit suisse, le forfait fiscal ou imposition d'après la dépense est un régime spécial d'imposition du revenu et, au niveau cantonal, de la fortune pour certains contribuables fortunés. Il se distingue principalement des impôts directs ordinaires en ce que le montant de l'impôt n'est pas déterminé sur la base du revenu annuel net du contribuable, mais sur la base de la dépense de celui-ci.

## Conditions
Le droit fédéral prévoit l'imposition d'après la dépense tant pour l'impôt fédéral direct que dans le cadre de l'harmonisation du droit fiscal cantonal. Dans ce cadre, les cantons sont libres de prévoir ou non un régime d'imposition d'après la dépense pour les impôts directs cantonaux, mais s'ils choisissent de le faire, ils doivent le faire aux conditions fixées par le droit fédéral.
Pour bénéficier de l'imposition d'après la dépense, les contribuables doivent remplir les conditions suivantes:
- Ne pas avoir la nationalité suisse;
- Prendre domicile fiscal en Suisse pour la première fois ou après une absence d'au moins dix ans;
- Ne pas exercer d'activité lucrative en Suisse.

Depuis 2016, les contribuables mariés vivant en ménage commun doivent tous deux remplir ces conditions.

## Détermination de l'impôt
La particularité de l'imposition d'après la dépense réside dans la détermination de la base imposable, puisque l'impôt porte sur la dépense et non sur le revenu. La loi définit la dépense imposable comme l'ensemble des "dépenses annuelles du contribuable et des personnes dont il a la charge […] en Suisse et à l’étranger pour assurer leur train de vie". Le contribuable doit donc en principe fournir à l'administration fiscale les éléments permettant de déterminer le montant de ses dépenses mondiales. La loi prévoit toutefois des seuils de dépense minimaux, l'un fixe et l'autre variable.
- En droit fédéral, la dépense annuelle minimale (seuil fixe) est de CHF 429 100. Les cantons sont libres de fixer un autre seuil fixe.
- Le seuil variable est fixé, pour les contribuables chefs de ménage, au septuple du loyer ou de la valeur locative annuel. Pour les autres contribuables, il se monte au triple de la pension annuelle pour le logement et la nourriture.

Ces seuils minimaux, cumulés à l'exigence d'absence d'activité lucrative en Suisse, limitent ce régime spécial d'imposition aux seuls contribuables les plus fortunés.
L'imposition d'après la dépense est également circonstanciée par ce que la pratique appelle le "calcul de contrôle". Selon cette règle, lorsque certains revenus de source suisse du contribuable dépassent le montant de la dépense imposable, l'impôt sera déterminé sur la base de ces revenus plutôt que de la dépense. Ces revenus incluent les rendements de fortune mobilière et immobilière, les revenus provenant de droit de propriété intellectuelle et les retraites, mais pas le revenu du travail, puisque le contribuable imposé d'après la dépense ne peut pas exercer d'activité lucrative en Suisse. Les revenus de source étrangère pour lesquels un dégrèvement est demandé sur la base d'une convention de double imposition sont également soumis au calcul de contrôle.
Sur le plan cantonal, les cantons doivent prévoir, dans la détermination de la dépense, la prise en compte de l'impôt sur la fortune. Les cantons mettent en œuvre cette obligation de façon différente.

## Historique
En 2010, le nombre de forfaits fiscaux serait de 5445, il y en avait 2394 en 2003. Parmi les forfaitaires, 1397 sont établis dans le canton de Vaud, 1162 dans le canton du Valais, 776 dans le canton du Tessin et 690 dans le canton de Genève.
Une initiative populaire fédérale visant à supprimer cet impôt a été rejetée en votation le 30 novembre 2014.
Le 26 décembre 2012 le journal officiel de la République française publiait une instruction qui met fin à plus de 40 années de tolérance de la reconnaissance de la convention de double imposition par la France pour les contribuables français résidant en Suisse au bénéfice du forfait fiscal dit majoré. Cette reconnaissance faisait que les bénéficiaires étaient soumis à un impôt libératoire de 15 % au lieu de 30 % pour leurs activités économiques en France. Divers journaux suisses et français relèvent l'info comme le Figaro et la Tribune de Genève du 6 janvier 2013.
Depuis le 1er janvier 2016, à la suite de la modification de la loi fédérale sur l’impôt fédéral direct, le montant minimal du forfait fiscal se calcul sur 7 fois la valeur locative du bien possédé au minimum (contre 5 auparavant). Le montant minimum sur lequel est pris le forfait passe par ailleurs à 400 000 CHF par an.